# ماثيانج ماثيانج
ماثيانج ماثيانج (بالإنجليزية: Mathiang Mathiang)‏ هو لاعب كرة قدم جنوب سوداني في مركز الدفاع، ولد في 19 سبتمبر 1994 في السودان. لعب مع Brunswick City SC ‏.

## وصلات خارجية
- ماثيانج ماثيانج على موقع قاعدة بيانات كرة القدم.إي يو (الإنجليزية)
- ماثيانج ماثيانج على موقع ناشيونال فوتبول تيمز (الإنجليزية)
- ماثيانج ماثيانج على موقع Soccerway.com (الإنجليزية)